# Dârjiu
Dârjiu (węg. Székelyderzs) – miejscowość w Rumunii położona we wschodniej części Siedmiogrodu w okręgu Harghita (ok. 30 km na wschód od Sighișoary), centrum administracyjne gminy Dârjiu. Zamieszkana głównie przez Szeklerów. Znana ze znajdującego się w niej jednego z charakterystycznych dla tego regionu kościołów warownych, zbudowanego przez Szeklerów na wzór podobnych budowli wznoszonych przez Sasów siedmiogrodzkich (unitariańskiego w przeciwieństwie do saskich, głównie luterańskich). Wraz z sześcioma innymi wsiami siedmiogrodzkimi znajduje się od 1999 r. na liście światowego dziedzictwa UNESCO. 
W kościele znajdują się cenne freski z XV w., zachowane tylko częściowo, w istniejących do dzisiaj partiach przedstawiające m.in. sceny z życia św. Władysława. Sama świątynia otoczona jest prostokątem murów obronnych z basztami z XVI w. (zastąpiły one wcześniejsze mury, których pierścień był owalny). W XVII w. poddasze kościoła adaptowano w celach obronnych (ze strzelnicami i otworami do lania smoły). Wewnątrz kompleksu, przy ścianie kościoła ustawione są skrzynie na zboże, w przeszłości przypisane konkretnym rodzinom, z których każda miała obowiązek uzupełniania zapasów na wypadek konieczności obrony.

## Literatura
- Ryszard Brykowski, Tadeusz Chrzanowski, Marian Kornecki: Sztuka Rumunii. Wrocław – Warszawa – Kraków – Gdańsk: Zakład Narodowy imienia Ossolińskich Wydawnictwo, 1979, s. 125, 133. ISBN 83-04-00121-7.
- Łukasz Galusek, Michał Jurecki: Rumunia. Przestrzeń – sztuka – kultura. Olszanica: Wydawnictwo BoSz, 2008, s. 44–45, 96–98, 101–103. ISBN 978-83-7576-038-5.